# St Marys (Nova Gales do Sul)
St Marys é um subúrbio no oeste de Sydney, no estado de Nova Gales do Sul, Austrália. Está a 45 quilômetros a oeste do distrito comercial central de Sydney, na área de governo central da cidade de Penrith.